# Józef Andrzej Załuski
Józef Andrzej Załuski, född 12 augusti 1702, död 7 januari 1774, var en polsk biskop, politiker och litteraturvän. Han var brorson till Andrzej Chryzostom Załuski och bror till Andrzej Stanisław Załuski.
Załuski var kanik i Płock och kronstorreferendarie, anslöt sig efter August II:s död 1733 till Stanisław I Leszczyński och skickades till Rom för att tillkännage hans tronbestigning; sedan vistades han någon tid vid dennes hov i Lothringen. Han återvände till Polen och blev 1759 biskop av Kiev.
Załuski upprätthöll vidsträckta förbindelser med sin tids lärde inom och utom Polen och använde alla sina tillgångar till att skapa ett för sin tid monumentalt bibliotek, som, inrymt i ett särskilt palats i Warszawa, på 1740-talet öppnades för allmänheten.
Ryssfiende och varm vän till Polens självständighet, uppträdde Załuski bland annat vid riksdagen 1767 med stor frimodighet mot den ryska politiken, vilket renderade honom förföljelse från ryska sändebudet Nikolaj Repnin, som lät gripa och föra honom i fångenskap till Kaluga. Där skrev han ur minnet en versifierad polsk bibliografi, Biblijoteka historyków, polityków i prawników (utgiven av Józef Muczkowski, 1832). Han frigavs 1773 och hälsades med jubel i Warszawa.
I ett redan under fångenskapen skrivet testamente hade Załuski gjort sitt bibliotek till nationalegendom, men 1795 befallde Katarina II, att det skulle föras till Sankt Petersburg; en stor del därav gick förlorad på vägen, men inte desto mindre framkom dit över 262 000 band och 25 000 gravyrer, vilka bildade grundstommen i det kejserliga offentliga biblioteket i Sankt Petersburg.
Załuski hade stor betydelse för polska litteraturens återuppvaknande; han bidrog till stiftandet av Stanislaus-akademien i Nancy och Jabłonowski-akademien i Leipzig, han understödde Stanisław Konarski vid utgivningen av "Volumina legum" etc. Även själv uppträdde Załuski som författare (lärda skrifter, skådespel, dikter, bland annat en versifierad självbiografi).